# 갑룡초등학교
갑룡초등학교는 대한민국 인천광역시 강화군에 있는 공립 초등학교이다.

## 학교 연혁
- 1954년 4월 1일 강화국민학교 갑곶 분교로 개교
- 1970년 3월 1일 갑룡국민학교로 승격
- 1996년 3월 2일 갑룡초등학교로 교명 개칭

## 참고 자료
- 갑룡초등학교 - 한국교육학술정보원 학교알리미